# 東京都道473号新富晴海線

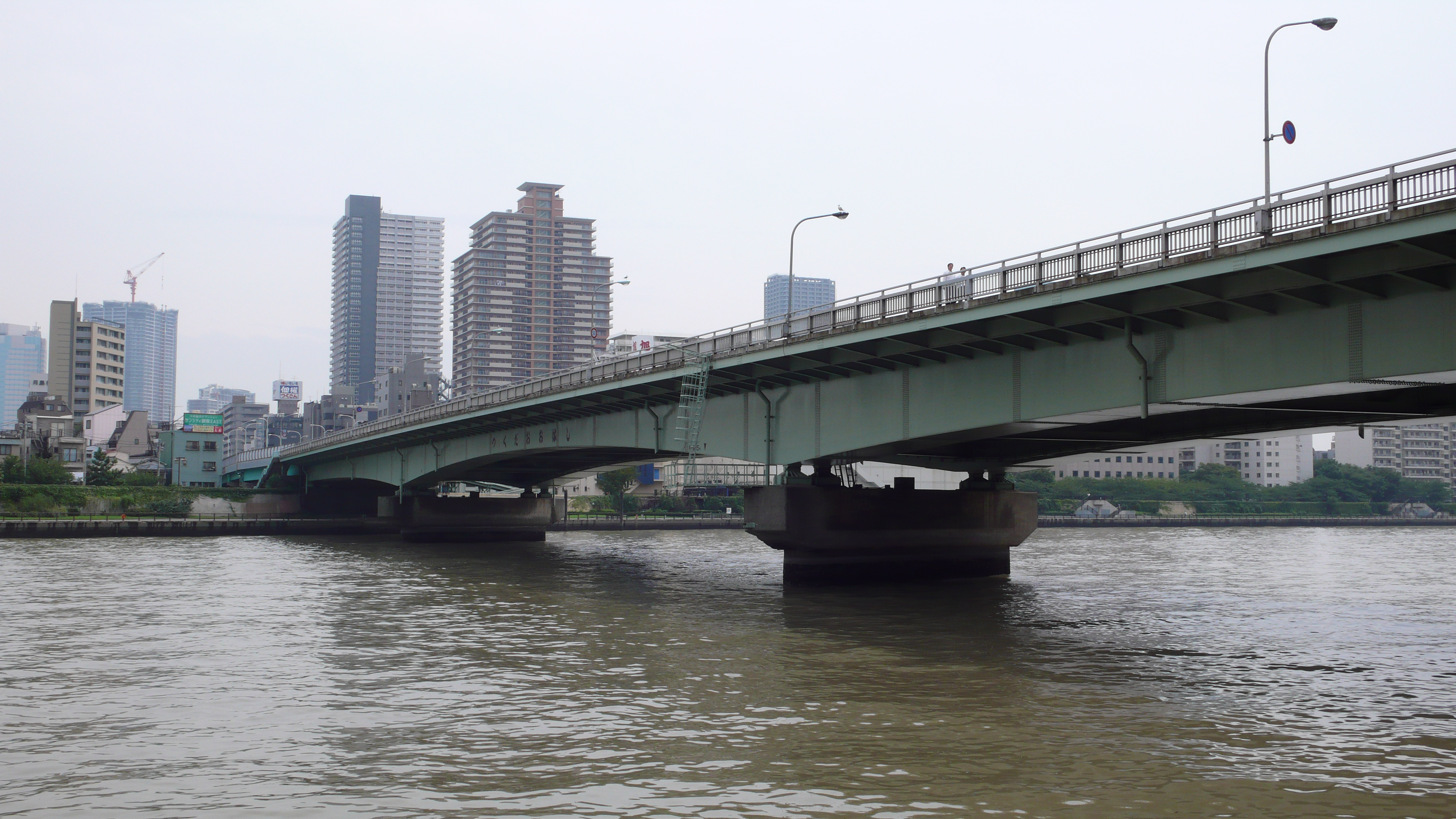
佃大橋(2007年9月)

東京都道473号新富晴海線（とうきょうとどう473ごう しんとみはるみせん）は、東京都中央区新富と同区晴海を結ぶ特例都道である。延長2182m。

## 概要
当都道は隅田川を佃大橋、朝潮運河を朝潮大橋で渡る。また佃大橋と朝潮大橋を新月陸橋でつなぐ。佃大橋通りと通称される。
全区間、東京都中央区を経由する。

### 路線データ
- 東京都中央区新富2丁目（新大橋通り交点、入船橋交差点）
- 東京都中央区晴海1丁目（晴海通り交点、春海橋西交差点）

## 地理

### 通過する自治体
- 東京都
  - 中央区

### 交差する道路
- 新大橋通り - 入船橋交差点
- 西仲通り・佃仲通り（立体交差） - 東京都中央区佃2丁目と東京都中央区月島1丁目の名称のない交差点
  - 西仲通り・佃仲通りは本路線との交差点で名称が分かれる。
- 清澄通り（東京都道463号上野月島線）（立体交差） - 初見橋交差点
- 晴海通り - 春海橋西交差点

### 接続する鉄道路線
東京メトロ有楽町線は本路線の全区間と並行している。
- 月島駅
  - 東京メトロ有楽町線
  - 都営地下鉄大江戸線
- 新富町駅
  - 東京メトロ有楽町線

## その他
東京都道473号新富晴海線周辺は高低差が激しい為、東京マラソンの難所と呼ばれている。
ただし東京マラソンでは東京都道473号新富晴海線は佃大橋通りと呼ばれる。